# Cmentarz wojenny nr 8 – Nowy Żmigród
Cmentarz wojenny nr 8 – Nowy Żmigród – zabytkowy cmentarz z I wojny światowej zaprojektowany przez Dušana Jurkoviča, znajdujący się w miejscowości Nowy Żmigród w gminie Nowy Żmigród.

## Opis
Cmentarz na rzucie sporego prostokąta otoczonego kamienno-drewnianym płotem. Na środku znajduje się kamienny pomnik, będący cechą charakterystyczną tego cmentarza, w formie pięciu kolumn na wspólnym kwadratowym postumencie z kapitelami z motywami roślinnymi.
Obiekt zajmuje dużą kwaterę na cmentarzu parafialnym. Jest zachowany w bardzo dobrym stanie i zadbany. Jego powierzchnia wynosi 1650 m². Znajduje się na nim 157 grobów pojedynczych oraz 27 grobów zbiorowych. Bardzo rzadkim przypadkiem na cmentarzach z tego okresu jest znajomość nazwisk i przynależności pułkowej żołnierzy rosyjskich. Na cmentarzu w Żmigrodzie na 149 pochowanych żołnierzy carskich znane są nazwiska około 50. Spośród grobów wyróżnia się grób kapitana Franza Dobnika z płytą z piaskowca.
Na cmentarzu pochowanych jest 214 żołnierzy poległych w listopadzie i grudniu 1914 oraz w maju 1915:
- 58 Austriaków z 97 Pułku Piechoty z Belovar, 47 Pułku Piechoty z Maribor, 96 Pułk Piechoty z Peterovaradine, 27 Pułk Piechoty, 96 Pułk Piechoty 2 i 3 Batalion Strzelców Polowych,
- 7 Niemców z 77 i 46 Pruskiego Pułku Piechoty, 3 i 13 bawarskiego pułku piechoty,
- 149 Rosjan z 32 (32-й пехотный Кременчугский полк), 189 (189-й пехотный Измаильский полк), 190 (190-й пехотный Очаковский полк), 192 (192-й пехотный Рымникский полк), 195 (195-й пехотный Оровайский полк) i 196 (196-й пехотный Инсарский полк) pułku piechoty.

## Galeria

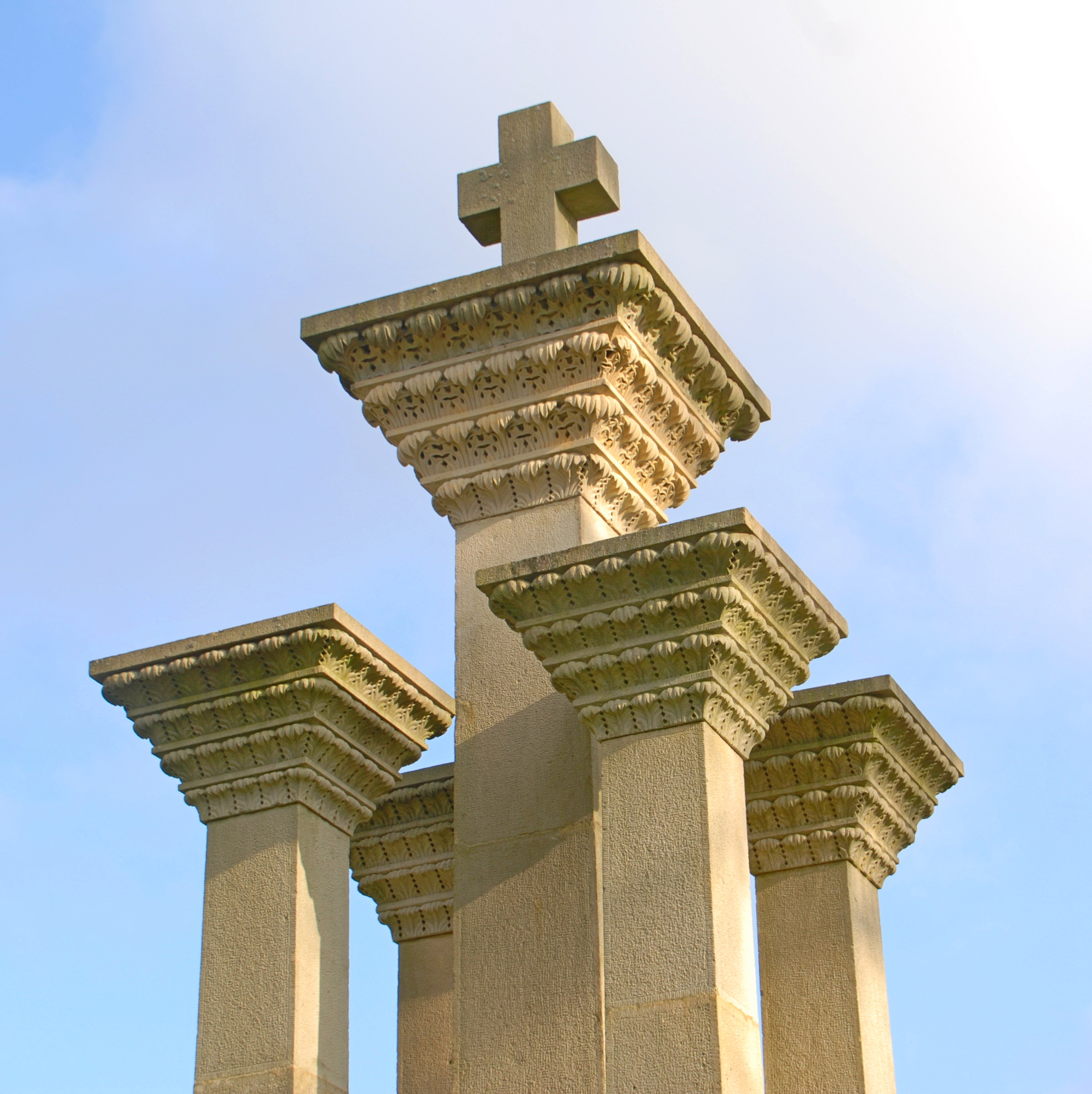
Kapitele pomnika głównego
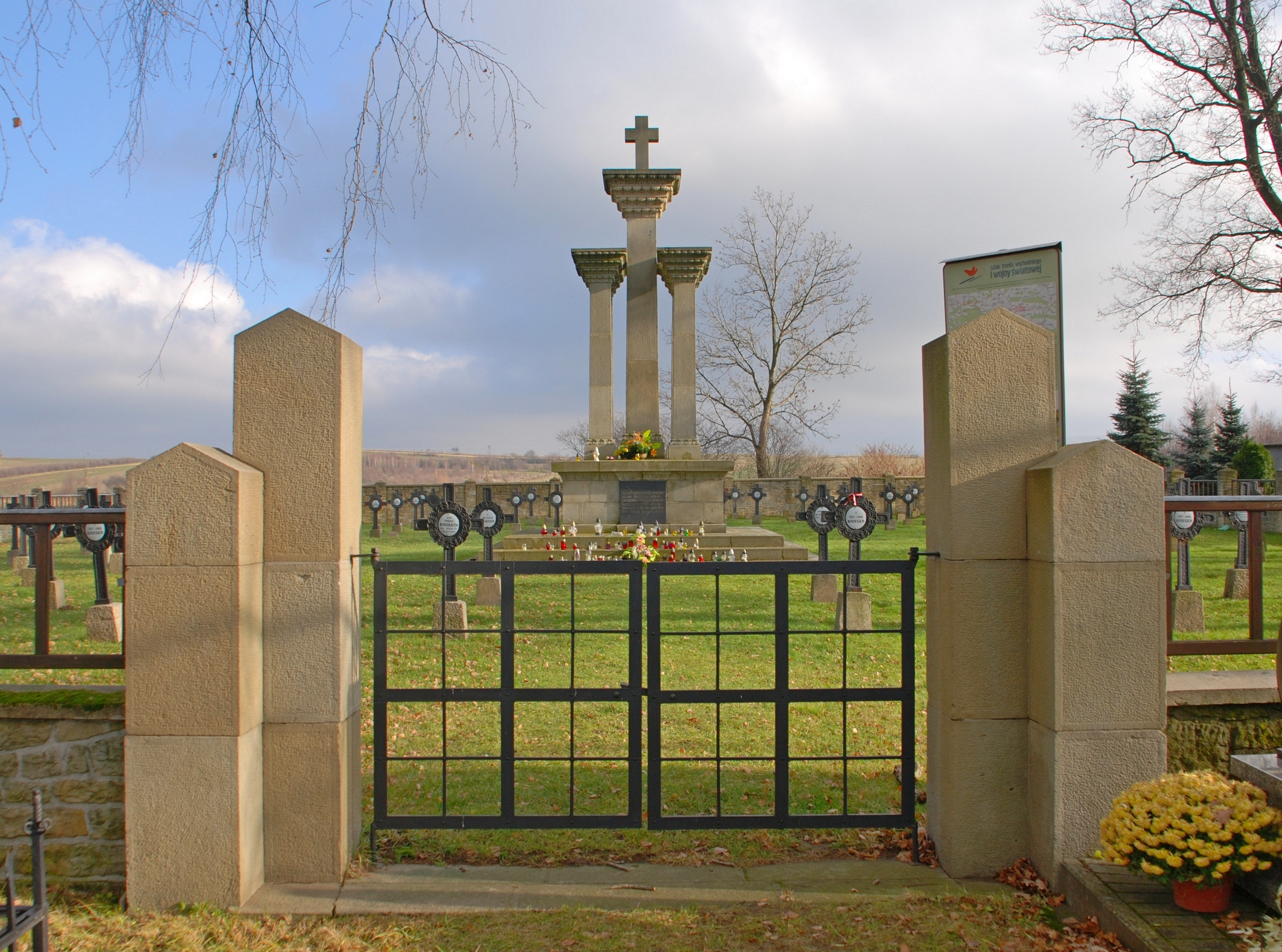
Brama wejściowa
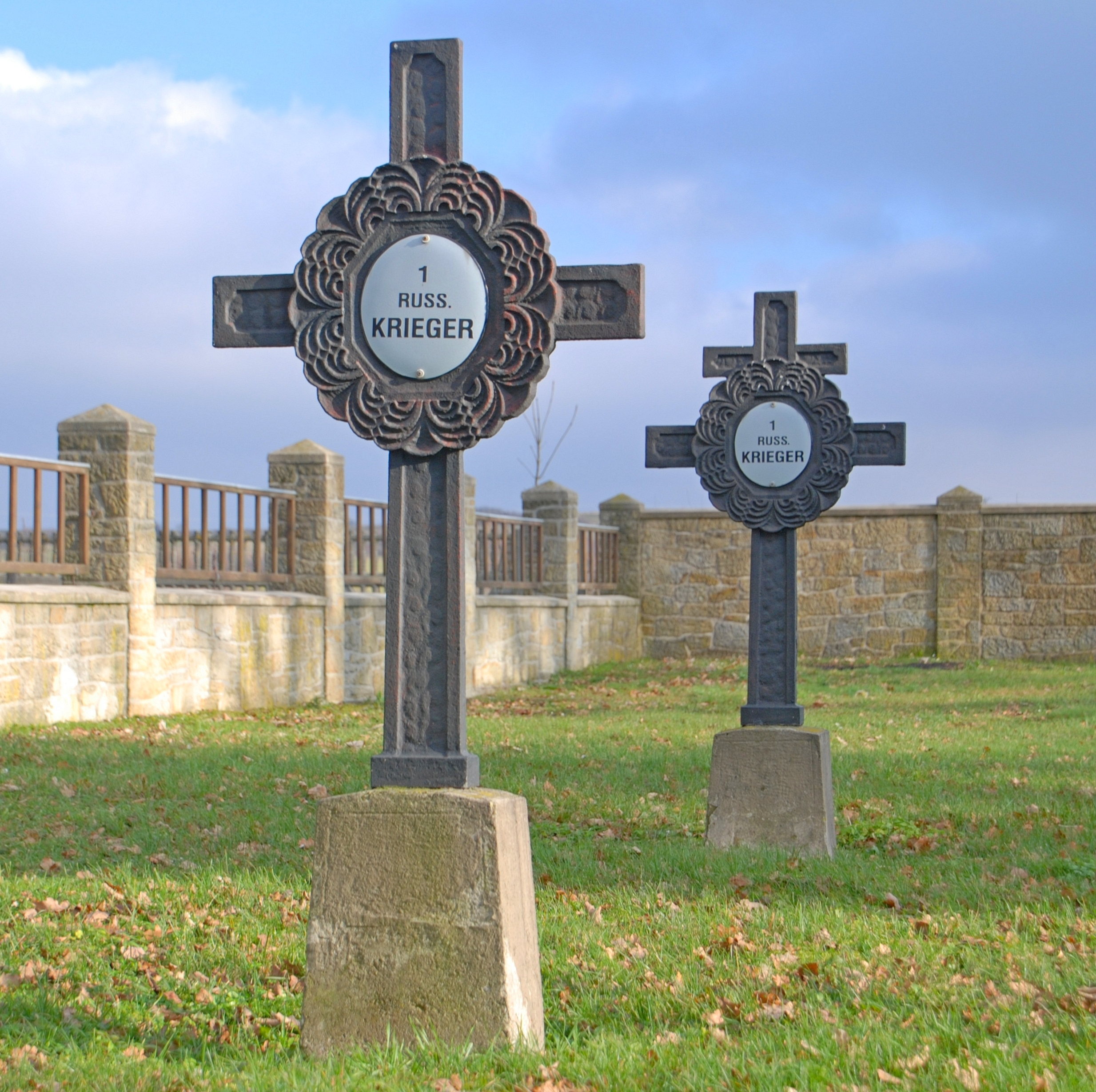
Nagrobki z krzyżami austriackim i rosyjskim